# Ambasada RP w Limie
Ambasada Rzeczypospolitej Polskiej w Limie (hisz. Embajada de la República de Polonia en Lima) – polska misja dyplomatyczna w stolicy Peru. 
Ambasador RP rezydujący w Limie akredytowany jest również w Wielonarodowym Państwie Boliwia i w Republice Ekwadoru.

## Historia
Polska utrzymywała stosunki dyplomatyczne z Peru przed II wojną światową. Od 1923 w Trujillo, a następnie w Limie działał konsulat honorowy. Pierwszym konsulem honorowym był inż. Stanisław Madejewski. Po nawiązaniu stosunków dyplomatycznych w Peru akredytowani byli posłowie RP w Buenos Aires. Peru wycofało uznanie dla rządu polskiego w lipcu 1945.
Przywrócenie stosunków konsularnych nastąpiło 22 sierpnia 1967 – otwarto wtedy w Limie Konsulat Generalny RP – dyplomatycznych 14 kwietnia 1969. W Peru początkowo akredytowany był ambasador w Caracas. Polscy ambasadorzy rezydują w Peru od 1973.
W grudniu 1996 polski chargé d’affaires Wojciech Tomaszewski znalazł się wśród zakładników radykalnie lewicowej terrorystycznej partyzantki MRTA w zajętej przez nich rezydencji ambasadora Japonii w Limie.

## Kierownicy placówki
- Przedstawiciele dyplomatyczni Polski w Peru

## Konsulaty honorowe RP
Konsulaty honorowe RP na terenie działalności ambasady:
- Santa Cruz ( Boliwia)
- Quito ( Ekwador)
- Guayaquil ( Ekwador)
- Arequipa ( Peru)
- Callao ( Peru)